# 北京二商集团
北京二商集团有限责任公司是一家位于中华人民共和国北京市的国有企业，成立于1993年2月15日，前身是1955年成立的北京市第二商业局。北京二商集团现为北京首农食品集团的全资子集团。北京二商集团拥有王致和、六必居、月盛斋、天源酱园等中华老字号，子公司北京市东方友谊食品配送公司下辖的北京市食品供应处34号供应部长期为中国共产党高层领导提供特供食品。

## 历史
1955年，北京市第二商业局成立，主要职责是为北京市民供应副食品、完成政府储备任务。1993年，北京市第二商业局由政府机构改制为全民所有制企业，定名为北京食品工贸集团总公司。1997年10月，企业改制为国有独资公司，改名北京二商集团有限责任公司。转制企业之初，公司经营状况不佳，1998年亏损1.4亿元人民币。2000年，公司首次扭亏为盈，实现1000元人民币的盈利。2009年10月，公司的股权由北京市国资委移交北京国有资本经营管理中心。
2010年8月，北京二商集团联合中國信達、国通资产，以王致和、宫颐府两大业务为核心注册成立北京二商食品股份有限公司，筹划挂牌上市。之后，北京二商食品股份在2011年4月又引入4家战略投资者。然而，上市计划并未顺利实现，4家战略投资者中的3家相继退出。
2017年12月15日，北京二商集团与北京首都农业集团有限公司、北京粮食集团有限责任公司重组为北京首农食品集团有限公司，北京二商集团成为北京首农食品集团的全资子集团。。

## 业务

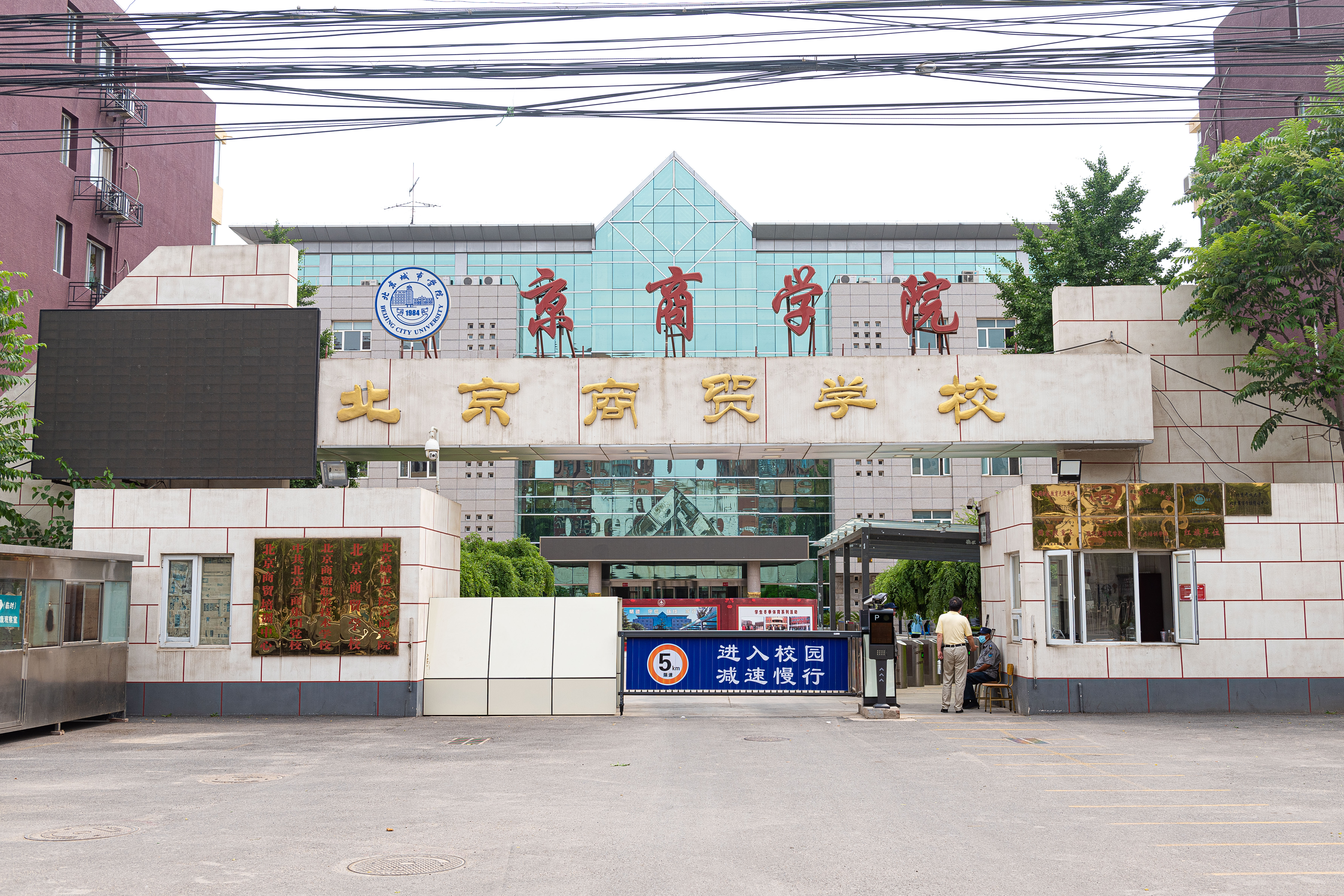
北京商贸学校

北京二商集团的主导业务为食品仓储与制造、食品贸易物流、种植养殖与远洋捕捞。
公司拥有六必居、王致和、月盛斋、金狮、龙门、天源酱园、白玉、京华、三十四号等17个中华老字号，此外还拥有大红门、京糖、京酒、宫颐府、北水等品牌。北京二商集团拥有生猪和蛋鸡养殖基地，在福建、云南、广西、湖北设有茶基地，在黑龙江拥有木耳生产基地，在中国全国有六百多家长期合作的供应商。集团拥有14艘捕捞船。
北京二商集团旗下有东方友谊物流、三新物流、北京二商物流三个物流品牌。集团旗下有西南郊肉类水产品市场、四道口水产市场、北水嘉伦水产品市场、大红门京深海鲜市场、五色土农副产品市场、京华茶叶市场，北京国际茶城、京华茶业大世界等多家商贸市场。
集团拥有二商怡和大厦、北新大厦、商房大厦、阜城大厦、王府井富豪宾馆等不动产，集团子公司中国海洋置业公司和永泰嘉业管理分公司从事物业与房地产开发。集团整合中国肉类食品综合研究中心、北京市食品研究所、北京市食品酿造研究所组建了北京食品科学研究院。此外，北京二商集团辖有北京商贸学校，并与北京城市学院合作设立了北京城市学院京商学院。
北京二商集团子公司北京市东方友谊食品配送公司管理的北京市食品供应处34号供应部自中华人民共和国成立之初便为中国共产党高层领导提供特供食品。